# 王帆 (1963年)
王帆（1963年7月—），辽宁沈阳人，中华人民共和国国际关系学者，央视《环球视线》《焦点访谈》等栏目特约嘉宾。现任外交学院院长。

## 生平
1963年7月，王帆出生在辽宁省沈阳市。1986年，王帆从北京大学信息管理系毕业。1992年他从国际关系学院取得法学硕士学位。2002年从外交学院取得法学博士学位。2003年至2004年，王帆在美国长岛大学任访问学者。2003年至2005年，王帆在首都师范大学博士后流动站工作。
1992年，王帆任外交学院教师。1995年，王帆任中国驻英国大使馆外交官，1997年卸任。2006年9月，王帆任国际关系研究所所长、国际安全研究中心主任，2007年任教授。2015年4月22日，王帆受聘出任同济大学政治与国际关系学院兼职教授。2022年9月，王帆从外交学院副院长升任院长。

## 著作
- . 北京市: 世界知识出版社. 2012-12-01. ISBN 9787501243990.

- . 北京市: 世界知识出版社. 2014-03-01. ISBN 9787501246205.

- . 北京市: 社会科学文献出版社. 2016-06-01. ISBN 9787509790496.

- . 北京市: 北京联合出版公司. 2016-06-01. ISBN 9787550272569.

- . 北京市: 世界知识出版社. 2017-01-01. ISBN 9787501230754.

- 王帆; 凌胜利 (编). . 北京市: 世界知识出版社. 2017-10-01. ISBN 9787501255443.

- . 北京市: 中共中央党校出版社. 2020-12-01. ISBN 9787503568084.